# Utsaga
Utsaga är ett yttrande som innehåller information eller som innebär ett påstående.
Inom filosofi är termen utan allmänt vedertagen teknisk betydelse även om den ibland används synonymt med påstående. En utsaga kan också vara ett överordnat begrepp till påståendesatser, alltså satser som kan vara sanna eller falska. I begreppet utsaga ingår då även t.ex. estetiska omdömen och etiska omdömen, satser som normalt inte kan tilldelas ett sanningsvärde på samma sätt som en påståendesats.
Inom logik är en utsaga synonym med en sats, och kan uttryckas matematiskt (inom satslogik och predikatlogik) eller språkligt. Inom logikprogrammering formuleras utsagor som kallas axiom, ur vilka andra utsagor kan härledas.

## Exempel
- Hellre död än röd